# Cherokee d’Ass
Йоханна Рене Керр (Yohanna Renee Kerr, р. 11 февраля 1976 г, Калифорния), более известная как Cherokee d'Ass — американская порноактриса и эротическая фотомодель.

## Карьера
Родилась 11 февраля 1976 года на юге штата Калифорния и выросла в Лос-Анджелесе, США.
Дебютировала в порноиндустрии в 1999 году, в возрасте 23 лет.
В 2009 году открыла свой официальный сайт и увеличила грудь до размера D.
Номинирована на премию AVN Awards в 2009 году в категории «невоспетая старлетка года». В 2011 году стала лауреаткой премии Urban X Award.
Снялась более чем в 160 фильмах для взрослых. Снималась для таких лейблов, как Black Ice, Hustler Video, Elegant Angel, Red Light District, Bang Productions, West Coast Productions и Evil Angel. В 2012 году покидает индустрию.

## Премии и номинации
| Год  | Церемония     | Результат | Категория                 | Работа |
| ---- | ------------- | --------- | ------------------------- | ------ |
| 2009 | AVN Awards    | Номинация | невоспетая старлетка года |        |
| 2011 | Urban X Award | Победа    | Biggest Ass in Porn       |        |